# Danilo Luiz da Silva
Danilo Luiz da Silva, noto semplicemente come Danilo (Bicas, 15 luglio 1991), è un calciatore brasiliano, difensore del Flamengo e della nazionale brasiliana.
Dopo le esperienze in Brasile con América-MG e Santos, in cui vince un campionato brasiliano di Serie C, un campionato paulista e una Coppa Libertadores, sbarca in Europa nel 2012 al Porto, con cui vince due campionati portoghesi e due supercoppe portoghesi. In seguito, tra il 2015 e il 2019 milita per Real Madrid prima e Manchester City poi, vincendo un campionato spagnolo (2017), due campionati inglesi (2018 e 2019), due Coppe di Lega inglesi (2018 e 2019), una Supercoppa inglese (2018) e una Coppa d'Inghilterra (2019) in ambito nazionale, e due UEFA Champions League (2016 e 2017), una Coppa del mondo per club FIFA e una Supercoppa UEFA (2016) in ambito internazionale; dal 2019 al 2025 veste la maglia della Juventus – diventandone anche capitano –, con cui vince un campionato italiano (2020), una Supercoppa italiana (2020) e due Coppe Italia (2021 e 2024). Dal 2025 torna in patria, militando nel Flamengo con cui vince una Supercoppa del Brasile (2025).
Con la nazionale brasiliana ha conquistato la medaglia d'argento al torneo olimpico di Londra 2012, si è laureato vicecampione di Sud America nel 2021 e in precedenza, con la nazionale Under-20 ha vinto il campionato sudamericano e il mondiale nel 2011.

## Caratteristiche tecniche
Terzino che gioca su entrambe le fasce, dotato di ottima capacità di corsa, di buona tecnica individuale e di grande intelligenza tattica, è adattabile come esterno di centrocampo. Sotto la guida di Andrea Pirlo alla Juventus, viene abitualmente utilizzato come terzo centrale di difesa, mettendo in mostra visione di gioco e abilità nei lanci lunghi e diventando di fatto un centrocampista aggiunto in fase di costruzione, tanto da essere all’occorrenza impiegato anche come mediano con compiti di interdizione e recupero palla e come difensore centrale puro nella difesa a 4.

## Carriera

### Club

#### América-MG e Santos

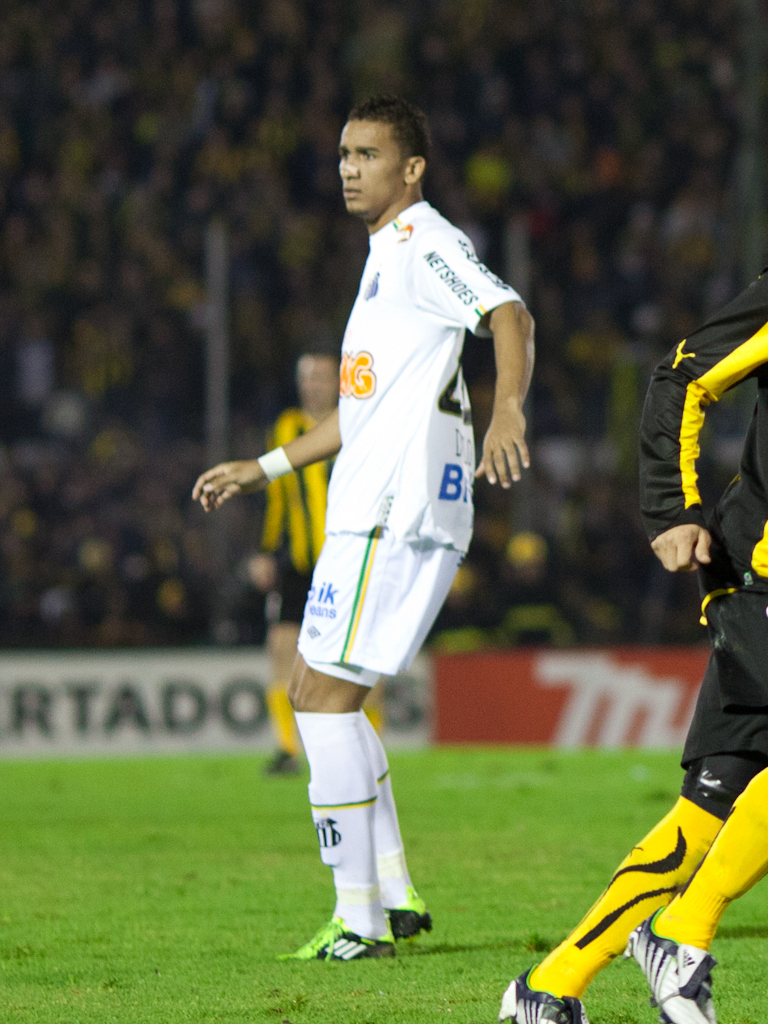
Danilo al Santos durante la finale della Coppa Libertadores 2011

Cresciuto nell'América-MG di Belo Horizonte, nel 2009 vince con la prima squadra il Campeonato Brasileiro Série C. Il 28 maggio 2010, dopo 29 presenze e 2 gol, passa al Santos.
Nell'aprile 2011 segna 3 gol consecutivi nella Coppa Libertadores nelle partite disputate contro Colo-Colo, Cerro Porteño e Deportivo Tachira. Il 15 maggio 2011 con il Santos vince il campionato paulista in finale contro il Corinthians. Il 5 giugno 2011 torna a giocare anche nel Brasileiro nella vittoria per 3-1 contro l'Avai. Il 22 giugno va a segno nella finale di Libertadores, al Pacaembu contro il Peñarol, contribuendo alla vittoria del trofeo da parte del Santos per 2-1.

#### Porto
Il 19 luglio 2011 viene acquistato per 13 milioni di euro dal Porto, con cui firma un contratto nel quale viene inserita una clausola rescissoria da 50 milioni di euro. Danilo resterà al Santos fino a dicembre 2011 per disputare la Coppa del mondo per club. Con i portoghesi ha vinto 2 campionati (2011-12 e 2012-13) e due Supercoppa di Portogallo (2012 e 2013).

#### Real Madrid e Manchester City
Il 31 marzo 2015 il Real Madrid ufficializza l'acquisto del calciatore brasiliano, a partire dal 1º luglio successivo, per 31,5 milioni di euro; Nella prima stagione in Spagna, il 28 maggio 2016 vince per la sua prima volta la Champions League (2015-2016), battendo ai rigori nello stadio San Siro i rivali cittadini dell'Atlético Madrid. L'anno successivo si aggiudica sia il campionato, sia la Champions League.

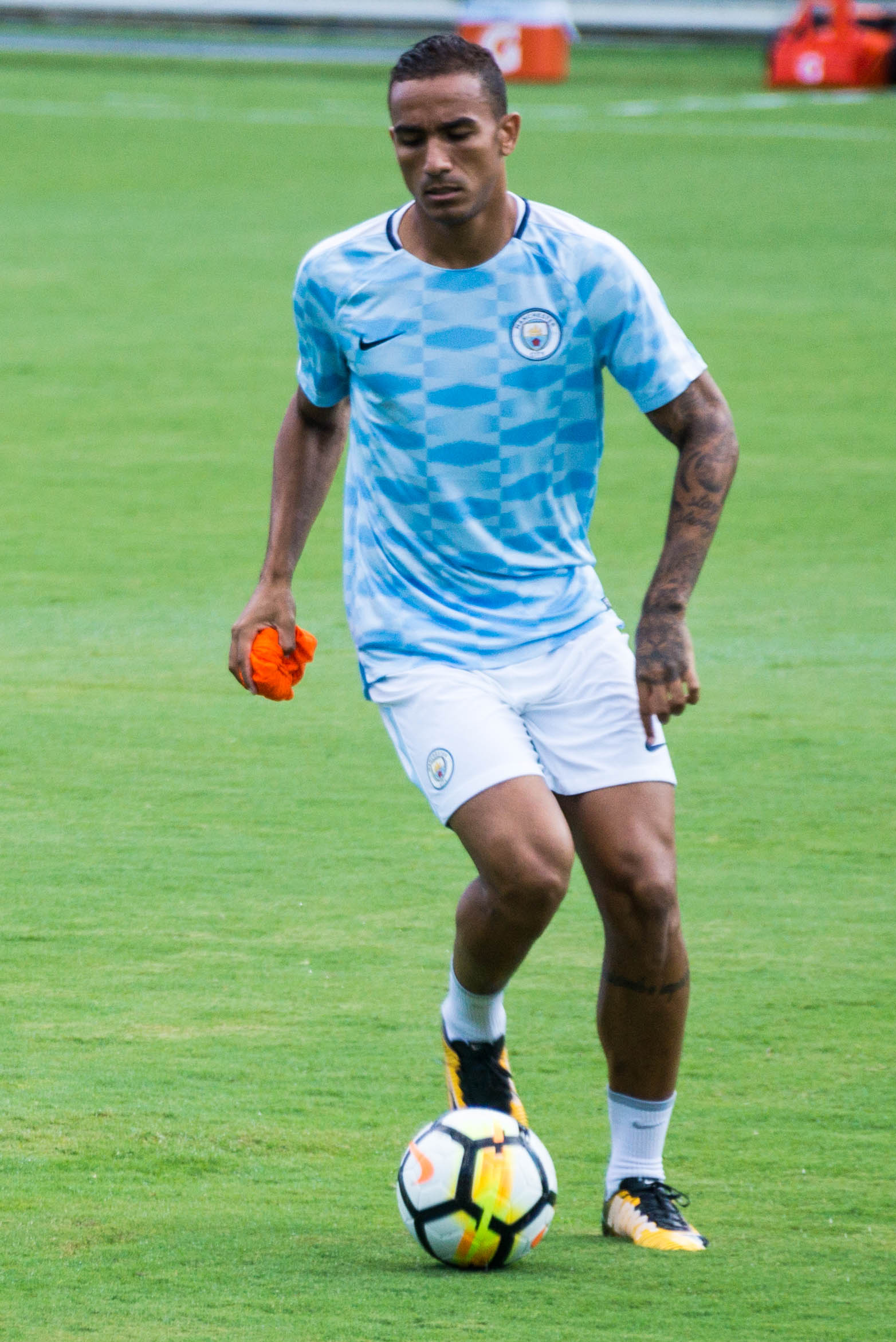
Danilo in riscaldamento prepartita al Manchester City nel 2017

Il 23 luglio 2017 passa al Manchester City per una cifra attorno ai 40 milioni di euro. Con la maglia dei Citizens conquista 2 campionati inglesi, una FA Cup, 2 coppe di Lega e 2 Community Shield.

#### Juventus
Il 7 agosto 2019, dopo due stagioni a Manchester in cui è stato riserva di Kyle Walker, viene ceduto alla Juventus nell'ambito di un'operazione che vede il cartellino di Danilo (valutato 37 milioni di euro) più un conguaglio di 28 milioni di euro in cambio di João Cancelo (per un totale di 65 milioni di euro). Il 31 dello stesso mese debutta con la squadra e segna il primo gol con la maglia della Juventus contro il Napoli, ventotto secondi dopo essere subentrato all'infortunato Mattia De Sciglio: diventa dunque il debuttante straniero più veloce a segnare nel campionato italiano. Segna un altro gol decisivo nella trasferta in casa del Sassuolo, il 15 luglio 2020, e a fine stagione conquista il suo primo scudetto italiano.
Nella seconda stagione della sua avventura bianconera, il cambio di guida tecnica da Maurizio Sarri ad Andrea Pirlo giova al brasiliano, il quale, nella nuova veste di terzo centrale di difesa, inanella una serie di prestazioni convincenti, che ne fanno uno dei punti fermi della rosa bianconera e un jolly indispensabile a livello tattico. Il 10 gennaio 2021 trova il suo primo gol stagionale con la maglia bianconera, siglando la rete che sblocca il match contro il Sassuolo in cui si rende protagonista anche di un assist per il gol del definitivo 3-1 di Cristiano Ronaldo. Dieci giorni dopo conquista il suo secondo trofeo italiano, aggiudicandosi la finale di Supercoppa Italiana per 2-0 contro il Napoli. Il 19 maggio si aggiudica la Coppa Italia, battendo in finale l'Atalanta.

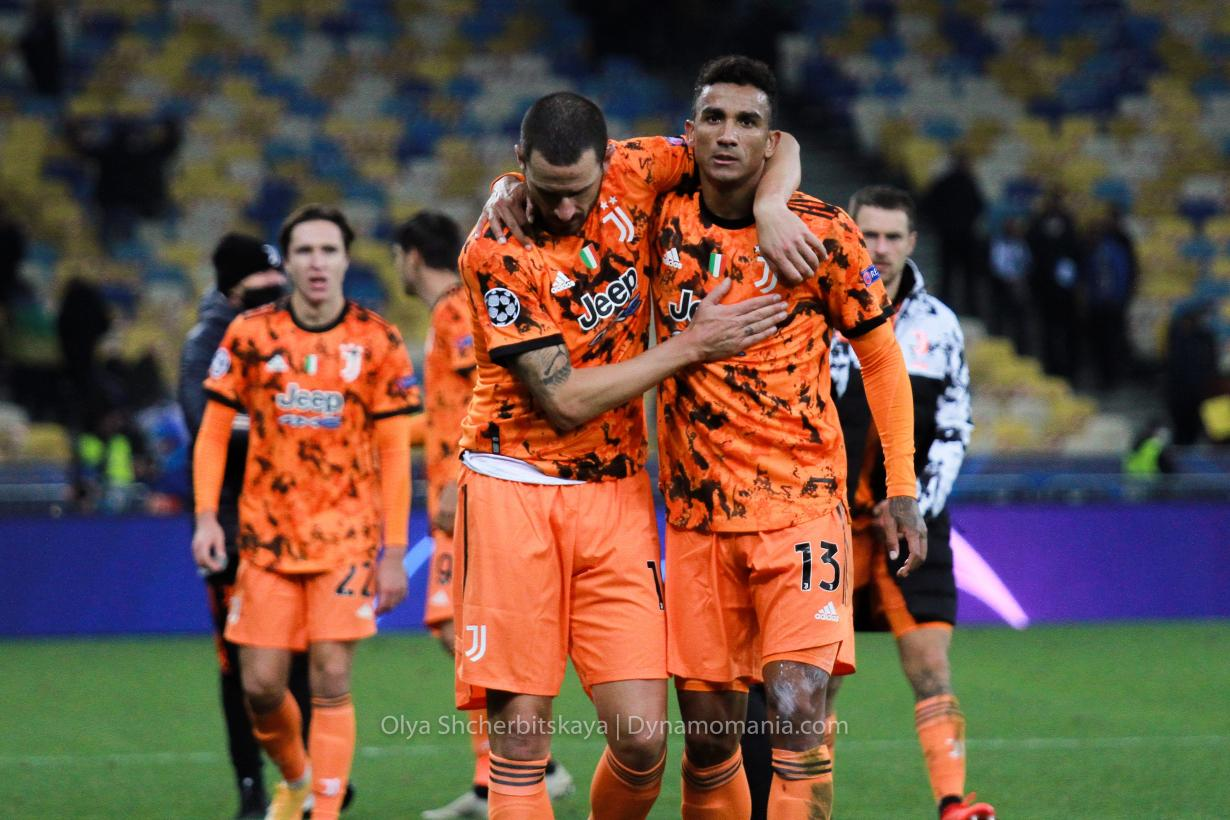
Danilo (a destra) alla Juventus nel 2020, abbracciato al compagno di squadra Leonardo Bonucci, da cui poi nel 2023 erediterà i gradi di capitano dei torinesi.

Nella stagione 2021-2022 la Juventus non inizia nel migliore dei modi il suo cammino in campionato ed è costretta, fin dalle prime giornate, a inseguire le dirette avversarie. In questo clima, ulteriormente complicato dalla cessione di Cristiano Ronaldo a stagione già iniziata nonché dal terzo cambio di allenatore in tre anni, con il ritorno in bianconero di Massimiliano Allegri, Danilo si conferma come uno degli elementi più importanti all'interno dello spogliatoio, vero e proprio senatore della squadra. ll 6 novembre 2021, in occasione della vittoria interna contro la Fiorentina per 1-0, nei minuti finali riceve, all'uscita dal campo di Paulo Dybala, la fascia di capitano della Juventus per la prima volta. Il 13 febbraio 2022 è di nuovo decisivo, segnando la prima rete stagionale nei minuti di recupero della gara esterna pareggiata contro l'Atalanta, mentre il 12 marzo seguente raggiunge le 100 presenze in maglia bianconera in tutte le competizioni.
Nella stagione 2022-2023, stanti le partenze di Giorgio Chiellini e Paulo Dybala nonché i problemi fisici che condizionano il capitano designato Leonardo Bonucci, Danilo, ormai riconosciuto quale leader carismatico dallo spogliatoio juventino, scende spesso in campo con la fascia al braccio. Dall'annata 2023-2024 viene promosso definitivamente nel ruolo: il brasiliano diventa così, eccezion fatta per gli oriundi Monti e Sívori, il primo capitano straniero nella storia del club torinese. In questa veste, al termine della stagione solleva la Coppa Italia, la sua seconda in carriera, dopo la vittoria 0-1 sull'Atalanta nella finale di Roma.
L'avvicendamento in panchina tra Allegri e Thiago Motta nell'estate 2024, nonostante un avvio promettente, porta Danilo a scivolare man mano indietro nelle gerarchie del reparto difensivo bianconero. Ormai fuori dai piani futuri della società, e già svestito della fascia in favore di Manuel Locatelli, il 27 gennaio 2025 risolve il contratto con sei mesi di anticipo rispetto alla scadenza naturale: lascia la squadra bianconera dopo cinque anni e mezzo, durante i quali ha totalizzato 213 presenze e 9 reti, vincendo un campionato, una Supercoppa italiana e due Coppe Italia.

#### Flamengo
Il 29 gennaio 2025 fa ritorno dopo tredici anni in Brasile, accasandosi al Flamengo. Il 17 aprile esordisce con la sua nuova squadra da titolare, andando anche a segno nella vittoria per 6-0 contro la Juventude. Il 20 giugno, nell'esordio nella Coppa del mondo per club FIFA trova la rete nel successo in rimonta per 3-1 contro il Chelsea, che qualifica il club agli ottavi di finale del torneo con una gara di anticipo.

### Nazionale

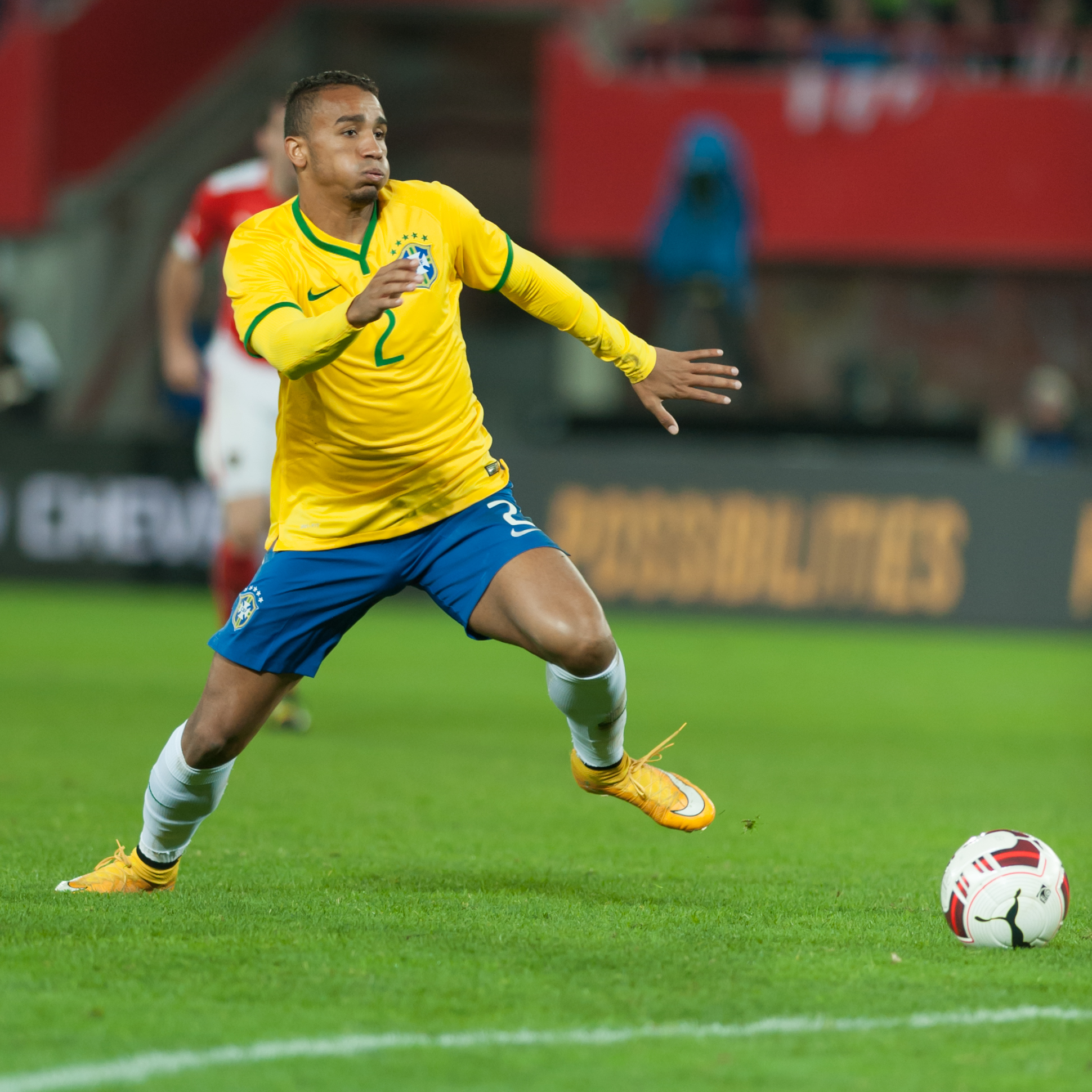
Danilo in nazionale nel 2014

Nel 2011 vince il Sudamericano U-20 2011 segnando anche un gol nella finale vinta per 6-0 contro l'Uruguay. Il 17 giugno 2011 il commissario tecnico della nazionale Under-20, Ney Franco, lo chiama in vista del mondiale di categoria da giocare in Colombia. Il 29 luglio alla prima partita segna nell'1-1 contro l'Egitto. Il 14 agosto segna uno dei quattro tiri di rigore contro la Spagna, che consentiranno al Brasile di passare in semifinale, dove tre giorni dopo batteranno il Messico. Il 20 agosto, allo Stadio El Campin di Bogotà, il Brasile vince la finale contro il Portogallo; nell'occasione Danilo serve a Oscar l'assist per la rete del 3-2. In totale le presenze che ha collezionato con l'Under-20 brasiliana sono 15: 8 al Sudamericano e 7 al mondiale, con due gol messi a segno contro Uruguay ed Egitto.

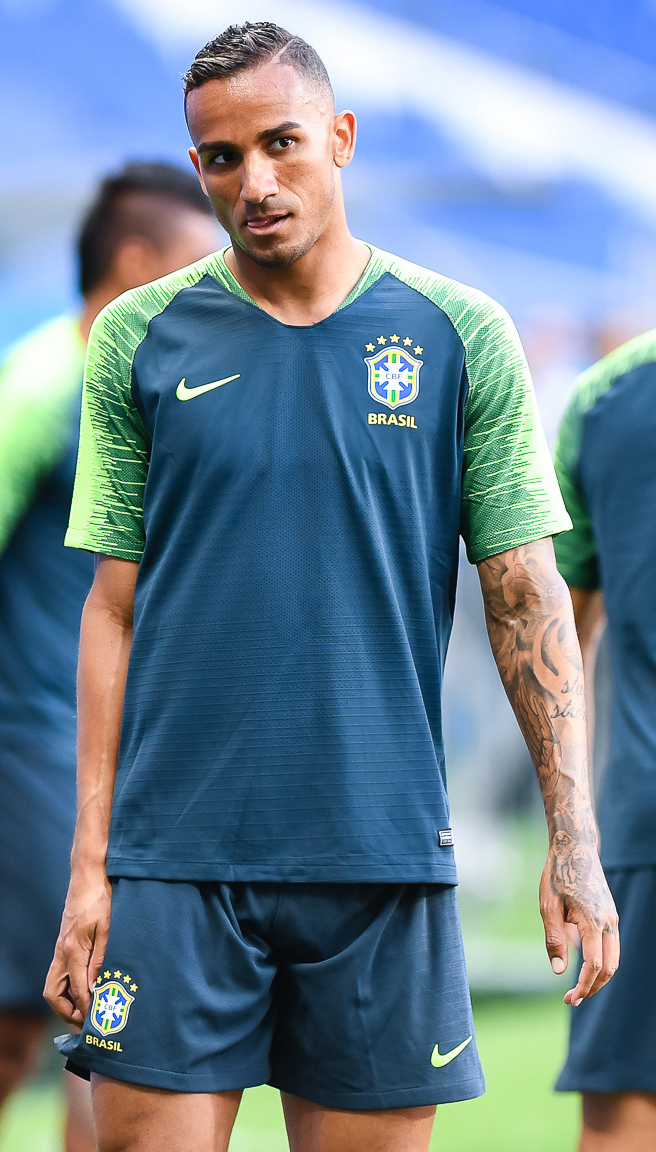
Danilo in allenamento durante il

Nel settembre 2011 viene convocato da Mano Menezes, commissario tecnico della nazionale maggiore, esordendo da titolare nel sentito confronto amichevole contro l'Argentina finito 0-0 allo Stadio Kempes di Córdoba, il 14 dello stesso mese. Gioca poi di nuovo da titolare nell'amichevole di ritorno giocata all'Estádio Olímpico do Pará di Belém e finita 2-0 per i brasiliani il 29 settembre.
Nel frattempo viene convocato nella nazionale olimpica per disputare il torneo di Londra 2012. Esordisce nell'amichevole preolimpica giocata il 20 luglio con il Regno Unito, in cui il Brasile si impone 2-0. La nazionale brasiliana concluderà il torneo al secondo posto, perdendo 2-1 la finale contro il Messico giocata l'11 agosto a Wembley.
Disputa il suo primo torneo con la nazionale maggiore in coincidenza col campionato del mondo 2018, convocato dal selezionatore Tite. Tuttavia gioca da titolare solo la prima partita della squadra, pareggiata per 1-1 contro la Svizzera, a causa di un infortunio che lo ha tenuto fuori per il resto della competizione, in cui il Brasile uscirà ai quarti contro il Belgio.
Il 19 novembre 2019 segna la sua prima rete con la Seleção, nell'amichevole vinta per 3-0 contro la Corea del Sud. Negli anni seguenti, sempre sotto la gestione Tite, prende parte alla Copa América 2021, che vede i brasiliani finalisti, e al campionato del mondo 2022, chiuso con un'eliminazione ai quarti di finale.
Con l'inizio del ciclo tecnico di Dorival Júnior, in occasione della Copa América 2024 viene nominato capitano della nazionale verdeoro.

## Statistiche

### Presenze e reti nei club
Statistiche aggiornate al 24 giugno 2025.
| Stagione               | Squadra                | Campionato             | Campionato | Campionato | Coppe nazionali | Coppe nazionali | Coppe nazionali | Coppe continentali | Coppe continentali | Coppe continentali | Altre coppe | Altre coppe | Altre coppe | Totale | Totale |
| Stagione               | Squadra                | Comp                   | Pres       | Reti       | Comp            | Pres            | Reti            | Comp               | Pres               | Reti               | Comp        | Pres        | Reti        | Pres   | Reti   |
| ---------------------- | ---------------------- | ---------------------- | ---------- | ---------- | --------------- | --------------- | --------------- | ------------------ | ------------------ | ------------------ | ----------- | ----------- | ----------- | ------ | ------ |
| 2009                   | América-MG             | MI/MG+C                | 2+8        | 0          | -               | -               | -               | -                  | -                  | -                  | -           | -           | -           | 10     | 0      |
| gen.-mag. 2010         | América-MG             | MI/MG+B                | 12+7       | 2+0        | -               | -               | -               | -                  | -                  | -                  | -           | -           | -           | 19     | 2      |
| Totale América-MG      | Totale América-MG      | Totale América-MG      | 14+15      | 2+0        |                 | -               | -               |                    | -                  | -                  |             | -           | -           | 29     | 2      |
| mag.-dic. 2010         | Santos                 | A1/SP+A                | 0+26       | 4          | CB              | 0               | 0               | CS                 | 0                  | 0                  | -           | -           | -           | 26     | 4      |
| 2011                   | Santos                 | A1/SP+A                | 14+23      | 0+1        | -               | -               | -               | CL                 | 14                 | 4                  | Cmc         | 2           | 1           | 53     | 6      |
| Totale Santos          | Totale Santos          | Totale Santos          | 14+49      | 0+5        |                 | 0               | 0               |                    | 14                 | 4                  |             | 2           | 1           | 79     | 10     |
| gen.-giu. 2012         | Porto                  | PL                     | 6          | 0          | CP+CdL          | 0+1             | 0               | UEL                | 1                  | 0                  | -           | -           | -           | 8      | 0      |
| 2012-2013              | Porto                  | PL                     | 28         | 2          | CP+CdL          | 2+5             | 0               | UCL                | 7                  | 0                  | SP          | 0           | 0           | 42     | 2      |
| 2013-2014              | Porto                  | PL                     | 28         | 3          | CP+CdL          | 6+3             | 0               | UCL+UEL            | 6+6                | 0                  | SP          | 0           | 0           | 49     | 3      |
| 2014-2015              | Porto                  | PL                     | 29         | 6          | CP+CdL          | 1+1             | 0               | UCL                | 10                 | 1                  | -           | -           | -           | 41     | 7      |
| Totale Porto           | Totale Porto           | Totale Porto           | 91         | 11         |                 | 19              | 0               |                    | 30                 | 1                  |             | 0           | 0           | 140    | 12     |
| 2015-2016              | Real Madrid            | PD                     | 24         | 2          | CR              | 0               | 0               | UCL                | 7                  | 0                  | -           | -           | -           | 31     | 2      |
| 2016-2017              | Real Madrid            | PD                     | 17         | 1          | CR              | 5               | 0               | UCL                | 3                  | 0                  | SU+Cmc      | 0           | 0           | 25     | 1      |
| Totale Real Madrid     | Totale Real Madrid     | Totale Real Madrid     | 41         | 3          |                 | 5               | 0               |                    | 10                 | 0                  |             | 0           | 0           | 56     | 3      |
| 2017-2018              | Manchester City        | PL                     | 23         | 3          | FACup+CdL       | 3+6             | 0               | UCL                | 6                  | 0                  | -           | -           | -           | 38     | 3      |
| 2018-2019              | Manchester City        | PL                     | 11         | 1          | FACup+CdL       | 4+5             | 0               | UCL                | 2                  | 0                  | CS          | 0           | 0           | 22     | 1      |
| Totale Manchester City | Totale Manchester City | Totale Manchester City | 34         | 4          |                 | 18              | 0               |                    | 8                  | 0                  |             | 0           | 0           | 60     | 4      |
| 2019-2020              | Juventus               | A                      | 22         | 2          | CI              | 4               | 0               | UCL                | 6                  | 0                  | SI          | 0           | 0           | 32     | 2      |
| 2020-2021              | Juventus               | A                      | 34         | 1          | CI              | 4               | 0               | UCL                | 7                  | 0                  | SI          | 1           | 0           | 46     | 1      |
| 2021-2022              | Juventus               | A                      | 22         | 1          | CI              | 4               | 1               | UCL                | 5                  | 0                  | SI          | 0           | 0           | 31     | 2      |
| 2022-2023              | Juventus               | A                      | 37         | 3          | CI              | 4               | 0               | UCL+UEL            | 5+8                | 0                  | -           | -           | -           | 54     | 3      |
| 2023-2024              | Juventus               | A                      | 29         | 1          | CI              | 5               | 0               | -                  | -                  | -                  | -           | -           | -           | 34     | 1      |
| 2024-gen. 2025         | Juventus               | A                      | 12         | 0          | CI              | 0               | 0               | UCL                | 4                  | 0                  | SI          | -           | -           | 16     | 0      |
| Totale Juventus        | Totale Juventus        | Totale Juventus        | 156        | 8          |                 | 21              | 1               |                    | 35                 | 0                  |             | 1           | 0           | 213    | 9      |
| 2025                   | Flamengo               | A/RJ+A                 | 4+4        | 0+1        | CB              | 2               | 1               | CL                 | 2                  | 0                  | SB+Cmc      | 1+2         | 0+1         | 15     | 3      |
| Totale carriera        | Totale carriera        | Totale carriera        | 422        | 34         |                 | 65              | 2               |                    | 99                 | 5                  |             | 6           | 2           | 592    | 43     |

### Cronologia presenze e reti in nazionale
| Cronologia completa delle presenze e delle reti in nazionale ― Brasile | Cronologia completa delle presenze e delle reti in nazionale ― Brasile | Cronologia completa delle presenze e delle reti in nazionale ― Brasile | Cronologia completa delle presenze e delle reti in nazionale ― Brasile | Cronologia completa delle presenze e delle reti in nazionale ― Brasile | Cronologia completa delle presenze e delle reti in nazionale ― Brasile | Cronologia completa delle presenze e delle reti in nazionale ― Brasile | Cronologia completa delle presenze e delle reti in nazionale ― Brasile |
| Data                                                                   | Città                                                                  | In casa                                                                | Risultato                                                              | Ospiti                                                                 | Competizione                                                           | Reti                                                                   | Note                                                                   |
| ---------------------------------------------------------------------- | ---------------------------------------------------------------------- | ---------------------------------------------------------------------- | ---------------------------------------------------------------------- | ---------------------------------------------------------------------- | ---------------------------------------------------------------------- | ---------------------------------------------------------------------- | ---------------------------------------------------------------------- |
| 14-9-2011                                                              | Córdoba                                                                | Argentina                                                              | 0 – 0                                                                  | Brasile                                                                | Superclásico de las Américas 2011                                      | -                                                                      |                                                                        |
| 28-9-2011                                                              | Belém                                                                  | Brasile                                                                | 2 – 0                                                                  | Argentina                                                              | Superclásico de las Américas 2011                                      | -                                                                      | 84’                                                                    |
| 26-5-2012                                                              | Amburgo                                                                | Danimarca                                                              | 1 – 3                                                                  | Brasile                                                                | Amichevole                                                             | -                                                                      | 72’                                                                    |
| 30-5-2012                                                              | East Rutherford                                                        | Stati Uniti                                                            | 1 – 4                                                                  | Brasile                                                                | Amichevole                                                             | -                                                                      |                                                                        |
| 3-6-2012                                                               | Arlington                                                              | Brasile                                                                | 0 – 2                                                                  | Messico                                                                | Amichevole                                                             | -                                                                      |                                                                        |
| 9-6-2012                                                               | New York                                                               | Argentina                                                              | 4 – 3                                                                  | Brasile                                                                | Amichevole                                                             | -                                                                      | 80’ - 82’                                                              |
| 9-9-2014                                                               | East Rutherford                                                        | Brasile                                                                | 1 – 0                                                                  | Ecuador                                                                | Amichevole                                                             | -                                                                      | 90’                                                                    |
| 11-10-2014                                                             | Pechino                                                                | Brasile                                                                | 2 – 0                                                                  | Argentina                                                              | Amichevole                                                             | -                                                                      | 40’                                                                    |
| 14-10-2014                                                             | Singapore                                                              | Giappone                                                               | 0 – 4                                                                  | Brasile                                                                | Amichevole                                                             | -                                                                      | 46’                                                                    |
| 12-11-2014                                                             | Istanbul                                                               | Turchia                                                                | 0 – 4                                                                  | Brasile                                                                | Amichevole                                                             | -                                                                      |                                                                        |
| 18-11-2014                                                             | Vienna                                                                 | Austria                                                                | 1 – 2                                                                  | Brasile                                                                | Amichevole                                                             | -                                                                      |                                                                        |
| 26-3-2015                                                              | Saint-Denis                                                            | Francia                                                                | 1 – 3                                                                  | Brasile                                                                | Amichevole                                                             | -                                                                      |                                                                        |
| 29-3-2015                                                              | Londra                                                                 | Brasile                                                                | 1 – 0                                                                  | Cile                                                                   | Amichevole                                                             | -                                                                      |                                                                        |
| 7-6-2015                                                               | San Paolo                                                              | Brasile                                                                | 2 – 0                                                                  | Messico                                                                | Amichevole                                                             | -                                                                      | 46’                                                                    |
| 5-9-2015                                                               | Harrison                                                               | Brasile                                                                | 1 – 0                                                                  | Costa Rica                                                             | Amichevole                                                             | -                                                                      |                                                                        |
| 10-11-2017                                                             | Lilla                                                                  | Giappone                                                               | 1 – 3                                                                  | Brasile                                                                | Amichevole                                                             | -                                                                      |                                                                        |
| 3-6-2018                                                               | Liverpool                                                              | Brasile                                                                | 2 – 0                                                                  | Croazia                                                                | Amichevole                                                             | -                                                                      |                                                                        |
| 10-6-2018                                                              | Vienna                                                                 | Austria                                                                | 0 – 3                                                                  | Brasile                                                                | Amichevole                                                             | -                                                                      |                                                                        |
| 17-6-2018                                                              | Rostov                                                                 | Brasile                                                                | 1 – 1                                                                  | Svizzera                                                               | Mondiali 2018 - 1º turno                                               | -                                                                      |                                                                        |
| 16-10-2018                                                             | Gedda                                                                  | Brasile                                                                | 1 – 0                                                                  | Argentina                                                              | Amichevole                                                             | -                                                                      | 53’                                                                    |
| 16-11-2018                                                             | Londra                                                                 | Brasile                                                                | 1 – 0                                                                  | Uruguay                                                                | Amichevole                                                             | -                                                                      |                                                                        |
| 20-11-2018                                                             | Milton Keynes                                                          | Brasile                                                                | 1 – 0                                                                  | Camerun                                                                | Amichevole                                                             | -                                                                      |                                                                        |
| 26-3-2019                                                              | Praga                                                                  | Rep. Ceca                                                              | 1 – 3                                                                  | Brasile                                                                | Amichevole                                                             | -                                                                      |                                                                        |
| 15-11-2019                                                             | Riyad                                                                  | Brasile                                                                | 0 – 1                                                                  | Argentina                                                              | Amichevole                                                             | -                                                                      | 27’                                                                    |
| 19-11-2019                                                             | Abu Dhabi                                                              | Brasile                                                                | 3 – 0                                                                  | Corea del Sud                                                          | Amichevole                                                             | 1                                                                      |                                                                        |
| 9-10-2020                                                              | San Paolo                                                              | Brasile                                                                | 5 – 0                                                                  | Bolivia                                                                | Qual. Mondiali 2022                                                    | -                                                                      |                                                                        |
| 13-10-2020                                                             | Lima                                                                   | Perù                                                                   | 2 – 4                                                                  | Brasile                                                                | Qual. Mondiali 2022                                                    | -                                                                      |                                                                        |
| 13-11-2020                                                             | San Paolo                                                              | Brasile                                                                | 1 – 0                                                                  | Venezuela                                                              | Qual. Mondiali 2022                                                    | -                                                                      |                                                                        |
| 17-11-2020                                                             | Montevideo                                                             | Uruguay                                                                | 0 – 2                                                                  | Brasile                                                                | Qual. Mondiali 2022                                                    | -                                                                      |                                                                        |
| 3-6-2021                                                               | Porto Alegre                                                           | Brasile                                                                | 2 – 0                                                                  | Ecuador                                                                | Qual. Mondiali 2022                                                    | -                                                                      |                                                                        |
| 8-6-2021                                                               | Asunción                                                               | Paraguay                                                               | 0 – 2                                                                  | Brasile                                                                | Qual. Mondiali 2022                                                    | -                                                                      |                                                                        |
| 13-6-2021                                                              | Brasilia                                                               | Brasile                                                                | 3 – 0                                                                  | Venezuela                                                              | Coppa America 2021 - 1º turno                                          | -                                                                      |                                                                        |
| 17-6-2021                                                              | Rio de Janeiro                                                         | Brasile                                                                | 4 – 0                                                                  | Perù                                                                   | Coppa America 2021 - 1º turno                                          | -                                                                      | 84’                                                                    |
| 23-6-2021                                                              | Rio de Janeiro                                                         | Brasile                                                                | 2 – 1                                                                  | Colombia                                                               | Coppa America 2021 - 1º turno                                          | -                                                                      |                                                                        |
| 27-6-2021                                                              | Goiânia                                                                | Brasile                                                                | 1 – 1                                                                  | Ecuador                                                                | Coppa America 2021 - 1º turno                                          | -                                                                      | 49’                                                                    |
| 2-7-2021                                                               | Rio de Janeiro                                                         | Brasile                                                                | 1 – 0                                                                  | Cile                                                                   | Coppa America 2021 - Quarti di finale                                  | -                                                                      |                                                                        |
| 5-7-2021                                                               | Rio de Janeiro                                                         | Brasile                                                                | 1 – 0                                                                  | Perù                                                                   | Coppa America 2021 - Semifinale                                        | -                                                                      |                                                                        |
| 10-7-2021                                                              | Rio de Janeiro                                                         | Argentina                                                              | 1 – 0                                                                  | Brasile                                                                | Coppa America 2021 - Finale                                            | -                                                                      |                                                                        |
| 2-9-2021                                                               | Santiago del Cile                                                      | Cile                                                                   | 0 – 1                                                                  | Brasile                                                                | Qual. Mondiali 2022                                                    | -                                                                      |                                                                        |
| 9-9-2021                                                               | Recife                                                                 | Brasile                                                                | 2 – 0                                                                  | Perù                                                                   | Qual. Mondiali 2022                                                    | -                                                                      |                                                                        |
| 7-10-2021                                                              | Caracas                                                                | Venezuela                                                              | 1 – 3                                                                  | Brasile                                                                | Qual. Mondiali 2022                                                    | -                                                                      |                                                                        |
| 10-10-2021                                                             | Barranquilla                                                           | Colombia                                                               | 0 – 0                                                                  | Brasile                                                                | Qual. Mondiali 2022                                                    | -                                                                      |                                                                        |
| 11-11-2021                                                             | San Paolo                                                              | Brasile                                                                | 1 – 0                                                                  | Colombia                                                               | Qual. Mondiali 2022                                                    | -                                                                      |                                                                        |
| 16-11-2021                                                             | San Juan                                                               | Argentina                                                              | 0 – 0                                                                  | Brasile                                                                | Qual. Mondiali 2022                                                    | -                                                                      |                                                                        |
| 24-3-2022                                                              | Rio de Janeiro                                                         | Brasile                                                                | 4 – 0                                                                  | Cile                                                                   | Qual. Mondiali 2022                                                    | -                                                                      |                                                                        |
| 27-9-2022                                                              | Parigi                                                                 | Brasile                                                                | 5 – 1                                                                  | Tunisia                                                                | Amichevole                                                             | -                                                                      |                                                                        |
| 24-11-2022                                                             | Lusail                                                                 | Brasile                                                                | 2 – 0                                                                  | Serbia                                                                 | Mondiali 2022 - 1º turno                                               | -                                                                      |                                                                        |
| 5-12-2022                                                              | Doha                                                                   | Brasile                                                                | 4 – 1                                                                  | Corea del Sud                                                          | Mondiali 2022 - Ottavi di finale                                       | -                                                                      | 72’                                                                    |
| 9-12-2022                                                              | Al Rayyan                                                              | Croazia                                                                | 1 – 1 dts (4 – 2 dtr)                                                  | Brasile                                                                | Mondiali 2022 - Quarti di finale                                       | -                                                                      | 25’                                                                    |
| 17-6-2023                                                              | Cornellà de Llobregat                                                  | Brasile                                                                | 4 – 1                                                                  | Guinea                                                                 | Amichevole                                                             | -                                                                      | 90+2’                                                                  |
| 20-6-2023                                                              | Lisbona                                                                | Brasile                                                                | 2 – 4                                                                  | Senegal                                                                | Amichevole                                                             | -                                                                      | 90’                                                                    |
| 8-9-2023                                                               | Belém                                                                  | Brasile                                                                | 5 – 1                                                                  | Bolivia                                                                | Qual. Mondiali 2026                                                    | -                                                                      |                                                                        |
| 12-9-2023                                                              | Lima                                                                   | Perù                                                                   | 0 – 1                                                                  | Brasile                                                                | Qual. Mondiali 2026                                                    | -                                                                      | 85’                                                                    |
| 12-10-2023                                                             | Cuiabá                                                                 | Brasile                                                                | 1 – 1                                                                  | Venezuela                                                              | Qual. Mondiali 2026                                                    | -                                                                      | 42’                                                                    |
| 23-3-2024                                                              | Londra                                                                 | Inghilterra                                                            | 0 – 1                                                                  | Brasile                                                                | Amichevole                                                             | -                                                                      | Cap.                                                                   |
| 26-3-2024                                                              | Madrid                                                                 | Spagna                                                                 | 3 – 3                                                                  | Brasile                                                                | Amichevole                                                             | -                                                                      | 46’                                                                    |
| 12-6-2024                                                              | Orlando                                                                | Stati Uniti                                                            | 1 – 1                                                                  | Brasile                                                                | Amichevole                                                             | -                                                                      | Cap.                                                                   |
| 24-6-2024                                                              | Inglewood                                                              | Brasile                                                                | 0 – 0                                                                  | Costa Rica                                                             | Coppa America 2024 - 1º turno                                          | -                                                                      | Cap.                                                                   |
| 28-6-2024                                                              | Paradise                                                               | Paraguay                                                               | 1 – 4                                                                  | Brasile                                                                | Coppa America 2024 - 1º turno                                          | -                                                                      | Cap.                                                                   |
| 2-7-2024                                                               | Santa Clara                                                            | Brasile                                                                | 1 – 1                                                                  | Colombia                                                               | Coppa America 2024 - 1º turno                                          | -                                                                      | Cap.                                                                   |
| 6-7-2024                                                               | Paradise                                                               | Uruguay                                                                | 0 – 0 (4 – 2 dtr)                                                      | Brasile                                                                | Coppa America 2024 - Quarti di finale                                  | -                                                                      | cap.                                                                   |
| 6-9-2024                                                               | Curitiba                                                               | Brasile                                                                | 1 – 0                                                                  | Ecuador                                                                | Qual. Mondiali 2026                                                    | -                                                                      | cap.                                                                   |
| 10-9-2024                                                              | Asunción                                                               | Paraguay                                                               | 1 – 0                                                                  | Brasile                                                                | Qual. Mondiali 2026                                                    | -                                                                      | cap.                                                                   |
| 10-10-2024                                                             | Santiago del Cile                                                      | Cile                                                                   | 1 – 2                                                                  | Brasile                                                                | Qual. Mondiali 2026                                                    | -                                                                      | cap. 62’                                                               |
| 19-11-2024                                                             | Salvador                                                               | Brasile                                                                | 1 – 1                                                                  | Uruguay                                                                | Qual. Mondiali 2026                                                    | -                                                                      | cap.                                                                   |
| 10-6-2025                                                              | San Paolo                                                              | Brasile                                                                | 1 – 0                                                                  | Paraguay                                                               | Qual. Mondiali 2026                                                    | -                                                                      | 89’                                                                    |
| Totale                                                                 |                                                                        | Presenze                                                               | 66                                                                     |                                                                        | Reti                                                                   | 1                                                                      |                                                                        |

| Cronologia completa delle presenze e delle reti in nazionale ― Brasile Olimpica | Cronologia completa delle presenze e delle reti in nazionale ― Brasile Olimpica | Cronologia completa delle presenze e delle reti in nazionale ― Brasile Olimpica | Cronologia completa delle presenze e delle reti in nazionale ― Brasile Olimpica | Cronologia completa delle presenze e delle reti in nazionale ― Brasile Olimpica | Cronologia completa delle presenze e delle reti in nazionale ― Brasile Olimpica | Cronologia completa delle presenze e delle reti in nazionale ― Brasile Olimpica | Cronologia completa delle presenze e delle reti in nazionale ― Brasile Olimpica |
| Data                                                                            | Città                                                                           | In casa                                                                         | Risultato                                                                       | Ospiti                                                                          | Competizione                                                                    | Reti                                                                            | Note                                                                            |
| ------------------------------------------------------------------------------- | ------------------------------------------------------------------------------- | ------------------------------------------------------------------------------- | ------------------------------------------------------------------------------- | ------------------------------------------------------------------------------- | ------------------------------------------------------------------------------- | ------------------------------------------------------------------------------- | ------------------------------------------------------------------------------- |
| 20-7-2012                                                                       | Middlesbrough                                                                   | Regno Unito Olimpica                                                            | 0 – 2                                                                           | Brasile Olimpica                                                                | Amichevole                                                                      | -                                                                               |                                                                                 |
| 26-7-2012                                                                       | Cardiff                                                                         | Egitto Olimpica                                                                 | 2 – 3                                                                           | Brasile Olimpica                                                                | Olimpiadi 2012 - 1º turno                                                       | -                                                                               |                                                                                 |
| 29-7-2012                                                                       | Manchester                                                                      | Brasile Olimpica                                                                | 3 – 1                                                                           | Bielorussia Olimpica                                                            | Olimpiadi 2012 - 1º turno                                                       | -                                                                               |                                                                                 |
| 1-8-2012                                                                        | Newcastle upon Tyne                                                             | Brasile Olimpica                                                                | 3 – 0                                                                           | Nuova Zelanda Olimpica                                                          | Olimpiadi 2012 - 1º turno                                                       | 1                                                                               |                                                                                 |
| 4-8-2012                                                                        | Newcastle upon Tyne                                                             | Brasile Olimpica                                                                | 3 – 2                                                                           | Honduras Olimpica                                                               | Olimpiade 2012 - Quarti di finale                                               | -                                                                               |                                                                                 |
| Totale                                                                          |                                                                                 | Presenze                                                                        | 5                                                                               |                                                                                 | Reti                                                                            | 1                                                                               |                                                                                 |

## Palmarès

### Club

#### Competizioni statali
- Campionato paulista: 1

Santos: 2011
- Campionato carioca: 1

Flamengo: 2025
- Taça Guanabara: 1

Flamengo: 2025

#### Competizioni nazionali
- Campeonato Brasileiro Série C: 1

América-MG: 2009
- Campionato portoghese: 2

Porto: 2011-2012, 2012-2013
- Supercoppa di Portogallo: 2

Porto: 2012, 2013
- Campionato spagnolo: 1

Real Madrid: 2016-2017
- Campionato inglese: 2

Manchester City: 2017-2018, 2018-2019
- Coppa di Lega inglese: 2

Manchester City: 2017-2018, 2018-2019
- Coppa d'Inghilterra: 1

Manchester City: 2018-2019
- Community Shield: 1

Manchester City: 2018
- Campionato italiano: 1

Juventus: 2019-2020
- Supercoppa italiana: 1

Juventus: 2020
- Coppa Italia: 2

Juventus: 2020-2021, 2023-2024
- Supercoppa del Brasile: 1

Flamengo: 2025

#### Competizioni internazionali
- Coppa Libertadores: 1

Santos: 2011
- UEFA Champions League: 2

Real Madrid: 2015-2016, 2016-2017
- Supercoppa UEFA: 1

Real Madrid: 2016
- Coppa del mondo per club: 1

Real Madrid: 2016

### Nazionale
- Campionato sudamericano Under-20: 1

2011
- Campionato mondiale Under-20: 1

2011
- Argento olimpico: 1

Londra 2012